# Abraham Bagdadi Estrella
Abraham Bargdadi Estrella (San Francisco de Campeche, 29 de marzo de 1963) es un político mexicano, miembro del Partido de la Revolución Democrática (PRD). Fue en dos ocasiones diputado federal.

## Biografía
Fue técnico en Laboratorio Clínico egresado del Centro de Bachillerato Tecnológico Industrial y de Servicios (CBTIS) Plantel 9 de Campeche y fisioterapeuta egresado de la Escuela de Terapia Física del Sureste en Mérida, Yucatán. De 1982 a 1983 fue técnico laboratorista clínico en el Instituto Mexicano del Seguro Social (IMSS).
Su actividad política comenzó como secretario de Conflictos de la sociedad de alumnos del CBTIS y luego fue dirigente de la Unión Nacional de Trabajadores Agrícolas de Campeche. En 1979 se unió al Partido Comunista Mexicano (PCM) y en 1980 fundó el Movimiento de Apoyo Popular Independiente. En 1982 el PCM se transformó en el Partido Socialista Unificado de México (PSUM), del que fue secretario general en Campeche de 1982 a 1986.
En 1987 el PSUM pasó a ser el Partido Mexicano Socialista (PMS) del que fue presidente de la Comisión Estatal de Garantías y Vigilancia y consejero nacional en Campeche de 1986 a 1989. Este último año el PMS se convirtió a su vez en el Partido de la Revolución Democrática (PRD) y encabezó su fundación en Campeche y en las elecciones estatales de ese mismo año fue elegido diputado a la LIII Legislatura del Congreso del Estado de Campeche por el principio de representación proporcional, finalizando su periodo en 1992.
De 1991 a 1996 fue presidente estatal del PRD en Campeche y en 1997 fue elegido por primera ocasión diputado federal, por el principio de representación proporcional en la LVII Legislatura de ese año a 2000. En esta legislatura fue integrante de las comisiones de Atención y Apoyo a Discapacitados; de Pesca; y, de Asuntos de la Frontera Sur. En 2000 fue candidato de la Alianza por México a Senador por Campeche, sin haber logrado el triunfo.
En 2001 fue subsecretario de Asuntos Electorales del comité nacional del PRD presidido por Amalia García Medina y de 2002 a 2003 subsecretario de Gobiernos y Asuntos Municipales del presidido por Rosario Robles Berlanga. En 2003 fue elegido por segunda ocasión diputado federal por el mismo principio de representación proporcional, esta vez en la LIX Legislatura que concluyó en 2006.